# Medina Sidonia
Medina Sidonia er en by og kommune i det sydlige Spanien i provinsen Cádiz. Den har et indbyggertal på 11.764 (2024) indbyggere.